# Coenonympha amaryllis

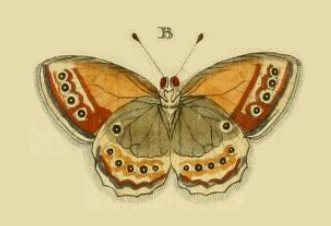
Unterseite von Coenonympha amaryllis aus der Erstbeschreibung

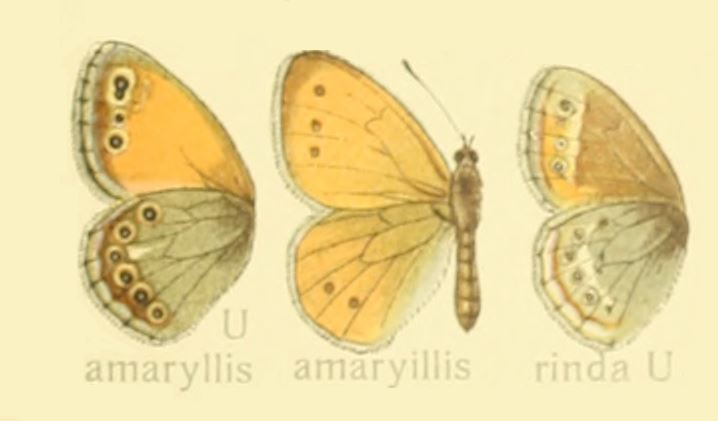
Coenonympha amaryllis Unterseite, Oberseite und Unterseite der Form rinda aus Adalbert Seitz: Die Großschmetterlinge der Erde, 1909 (Falschschreibung amaryillis in der Mitte)

Coenonympha amaryllis ist ein Schmetterling (Tagfalter) aus der Familie der Edelfalter (Nymphalidae), der vom Ural bis Korea vorkommt.

## Beschreibung
Die Oberseite von Coenonympha amaryllis ist einfarbig sandgelb und zuweilen, besonders beim Weibchen, am Außenrand schwach beschattet. Die Unterseite ist hell honiggelb, die Hinterflügel sind graugrün übergossen. Durch den Discus der Vorderflügel zieht eine blasse Linie. Vor dem Außenrand stehen Reihen von Ocellen in sehr verschiedener Ausbildung. Am stärksten finden sich diese bei der Form accrescens, die auf der Vorderflügelunterseite drei bis vier und auf dem Hinterflügel sechs fast gleich große, metallische, zentrierte Augen hat, die auf der Oberseite als dicke schwarze Punkte oder als Ringelchen durchschlagen. Die Nominatform hat etwas kleinere, aber noch vollzählige Augen, von denen aber nur einige als zarte schwarze Punkte auf der Oberseite durchleuchten. Bei der Form rinda ist der schwarze Grund der Augen fast verschwunden, so dass diese sehr hell sind. Die gesamte Unterseite aller Flügel ist stark grau getrübt.

## Verbreitung und Lebensweise
Die Nominatform von Coenonympha amaryllis kommt vom südlichen Ural durch ganz Sibirien, bis zum Altai im Süden und Jakutien und der Oblast Magadan im Norden über die Mongolei und Nord-China bis zum Amur und Korea vor.
- f. accrescens kommt Nord-China, Korea und in Russland am Ussuri vor. Seitz schreibt, dass die Falter besonders in der Gegend von Peking häufig sind, „wo man sie in Gärten, Höfen und selbst auf den Strassen herumflattern sieht“.[1]
- f. rinda kommt in Zentral- und Ostsibirien vor.[1]
- f. borisovi kommt in der Umgebung des Baikalsees vor.[3][2]

Coenonympha amaryllis ist eine typische Bewohnerin von Steppen, Tiefland- und Bergwiesen und kommt häufig in der Tundra und auf alpinen Wiesen bis auf 1.700 Meter Höhe und damit über der Baumgrenze im subalpinen Gürtel vor. Im Osten des Verbreitungsgebiets kommt sie auch in lichten Lärchenwäldern und Mooren vor. Die Falter fliegen von Juni bis August und setzen sich gern auf sandige Plätze und steinige Gebirgs- oder Feldwege. Die Raupe ernährt sich von Rispengräsern (Poa) und überwintert.

## Systematik
Coenonympha amaryllis wurde von Caspar Stoll 1782 als Papilio amaryllis im vierten Band von De uitlandsche kapellen: voorkomende in de drie waereld-deelen Asia, Africa en America erstbeschrieben. Die Reihe wurde von ihm und Pieter Cramer, der zu diesem Zeitpunkt schon verstorben war, herausgegeben. Die Falter stammten aus Sibirien und wurde von Baron Hans Willem Rengers gesammelt.

### Unterarten
- Coenonympha amaryllis simingica Murayama, 1986 kommt in China in der Provinz Qinhai auf 1380–1600 Meter Höhe auf Wiesen und in Wäldern vor. Die Grundfarbe der Hinterflügelunterseite ist tief grün.[4]

### Formen
- accrescens Staudinger, 1901
- rinda Ménétriés, 1859
- borisovi Korshunov & Ivonin, 1996

### Synonyme
- amaryllis Cramer (= amarillis Herbst)